# Mausolée de l'ayatollah Khomeini
Le mausolée de l'ayatollah Khomeini (en farsi : حرم سید روح‌الله خمینی) est un complexe funéraire situé au cimetière de Behesht-e Zahra, à Téhéran, en Iran. Il abrite les restes du premier guide de la révolution islamique iranienne, l'ayatollah Rouhollah Khomeini, décédé en 1989, de son épouse Khadijeh Saqafi ainsi que ceux de son second fils, Ahmad Khomeini, mort en 1995. L'ancien président Hachemi Rafsandjani y repose également.

## Présentation
La construction de ce vaste ensemble commence en 1989, peu de temps après la mort du guide iranien, et se poursuit toujours de nos jours. Une fois achevé, le complexe devrait atteindre une superficie de 20 kilomètres carrés, rassemblant salles de prières, université d'études islamiques, centre mémoriel et boutiques de souvenirs.
Le site est un lieu de pèlerinage qui est fréquenté occasionnellement par les instances dirigeantes et certaines délégations étrangères en visite en Iran. Il est géré par le petit-fils de l'ayatollah Khomeini, Hassan Khomeini.
Le tombeau de l'ayatollah repose dans un édifice inspiré des grandes mosquées de Perse, couvert d'une vaste coupole dorée et flanquée d'une série de quatre minarets. L'entrée est caractéristique de l'architecture persane, intégrant un iwan monumental orné de carreaux de céramique. L'intérieur, qui comprend une qibla (mur indiquant la direction de La Mecque) et une maqsura, n'est pas à proprement parler une mosquée, mais une hosseiniyeh. Le sarcophage, entouré d'une grille finement ouvragée, est situé sous le dôme. Il est éclairé par une série de baies ornées de vitraux représentant des tulipes, symbole du martyr en Iran. Huit grandes colonnes en marbre soutiennent le dôme.
Le mausolée est ouvert à la visite, et est également accessible aux non-musulmans. Les visiteurs peuvent donner de l'argent en le faisant passer à travers la grille. L'argent déposé par les visiteurs est redistribué à des associations d'anciens combattants et de victimes de la guerre Iran-Irak, ou à des cantines populaires pour nourrir des pauvres.

## Attaques terroristes
Le 20 juin 2009, un attentat est perpétré contre l'édifice, sans toutefois porter atteinte à sa structure. Le 7 juin 2017, le mausolée est une nouvelle fois l'une des cibles d'attentats perpétrés également contre les locaux du Parlement iranien. Cette double attaque est revendiquée le jour même par l'État islamique. Au mausolée, l’attaque a fait deux morts et cinq blessés, selon l’agence IRNA.

## Galerie

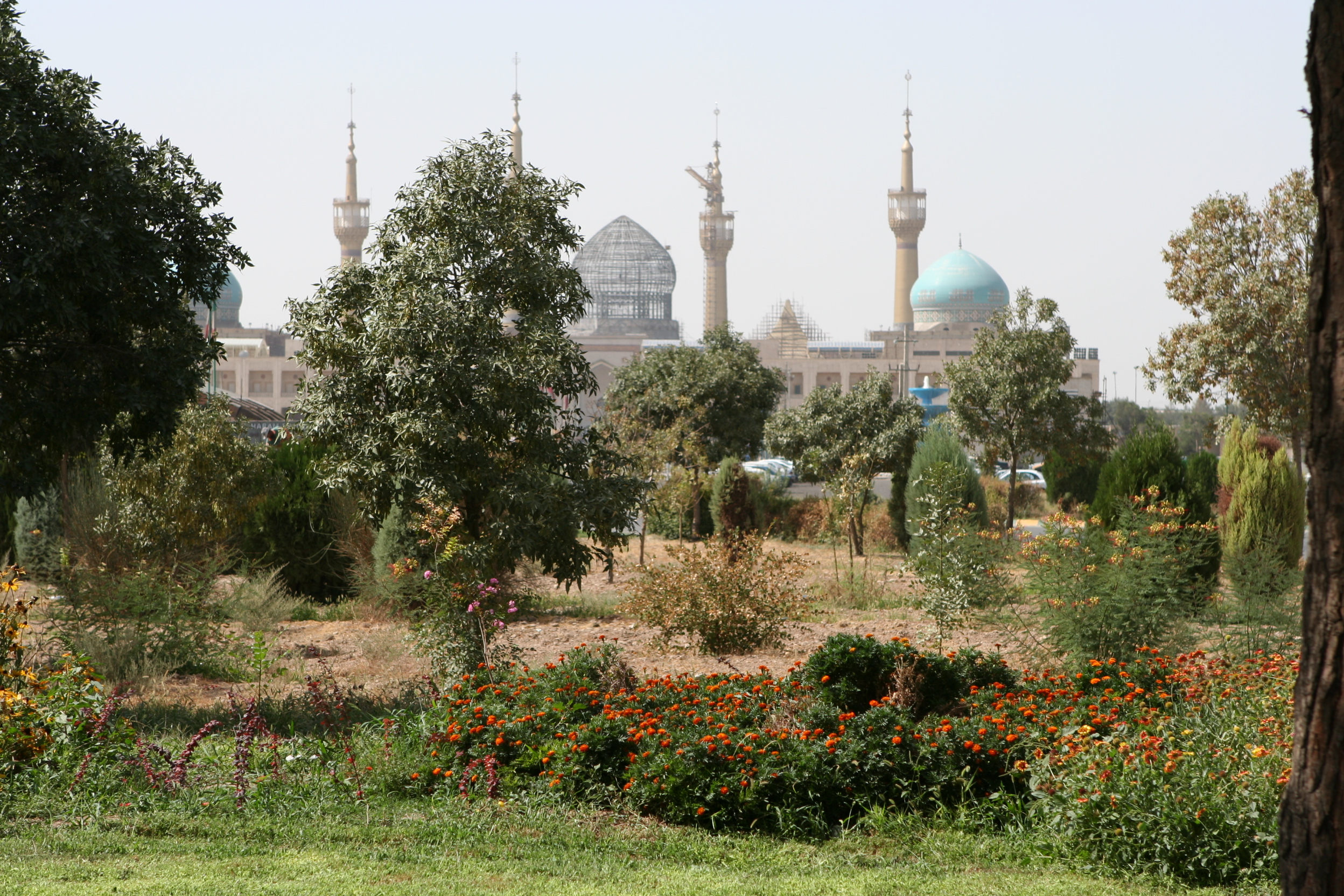
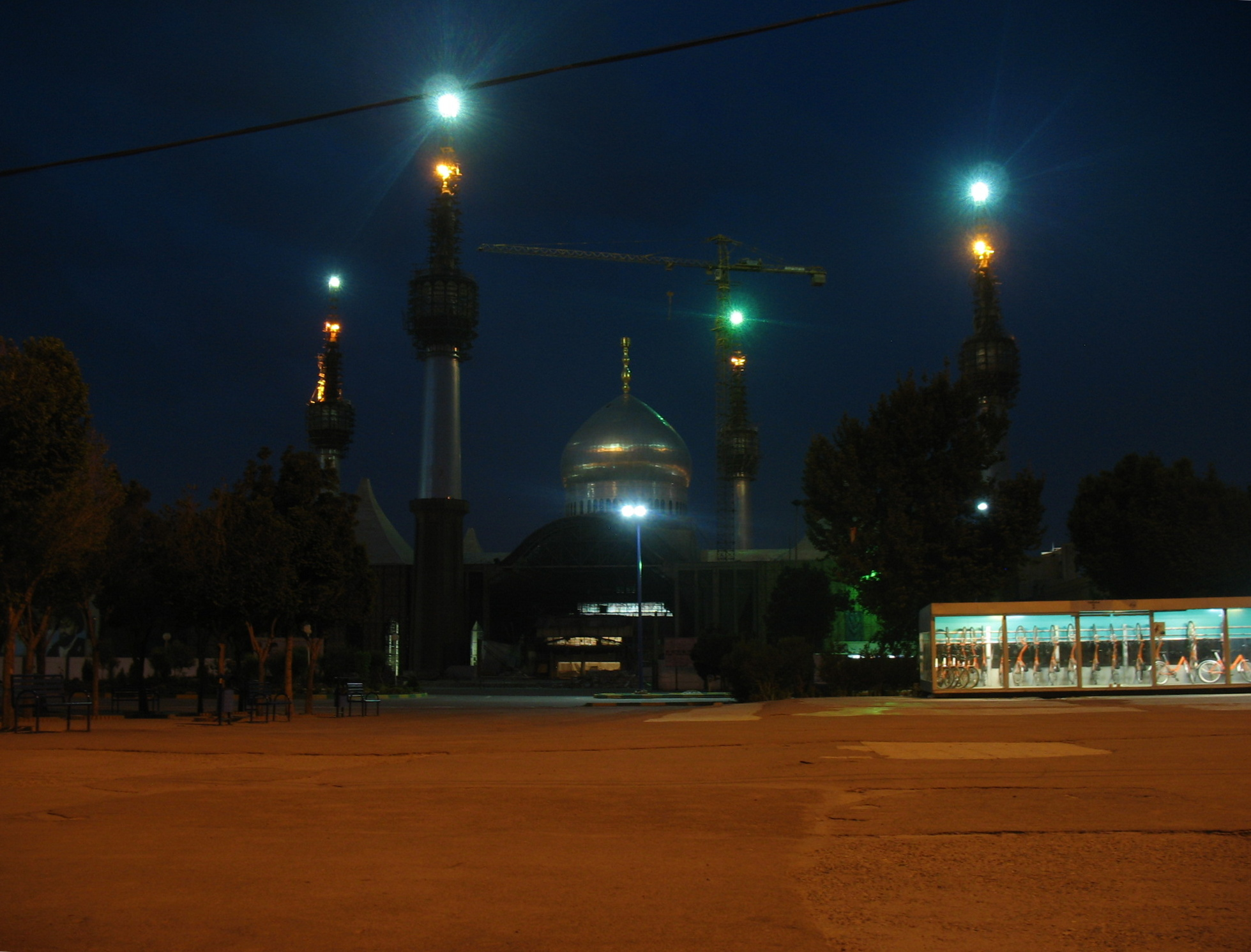
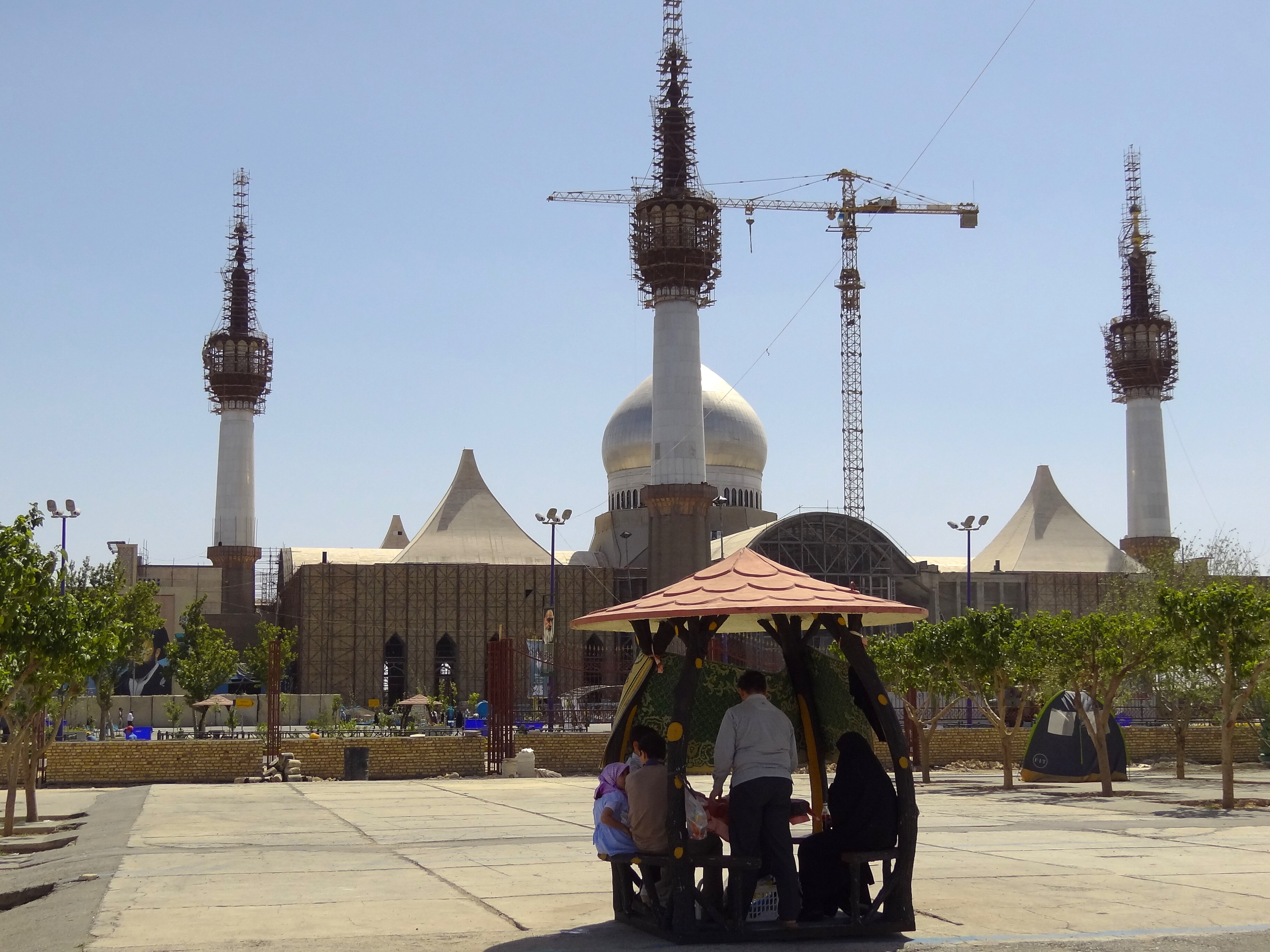
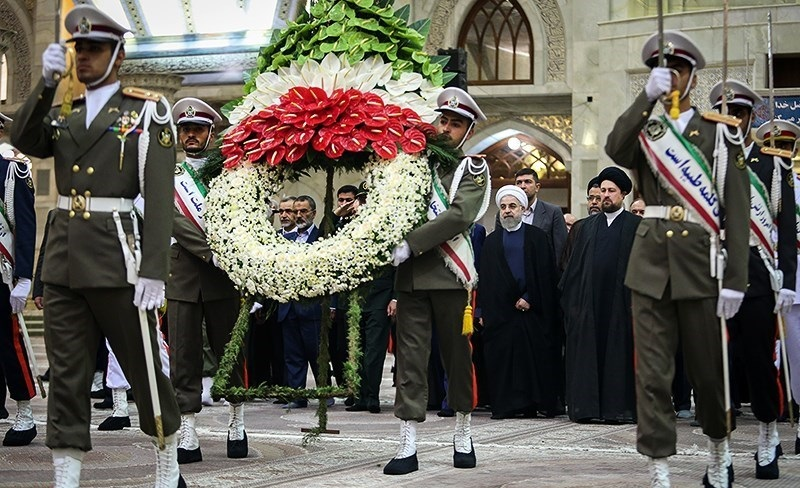
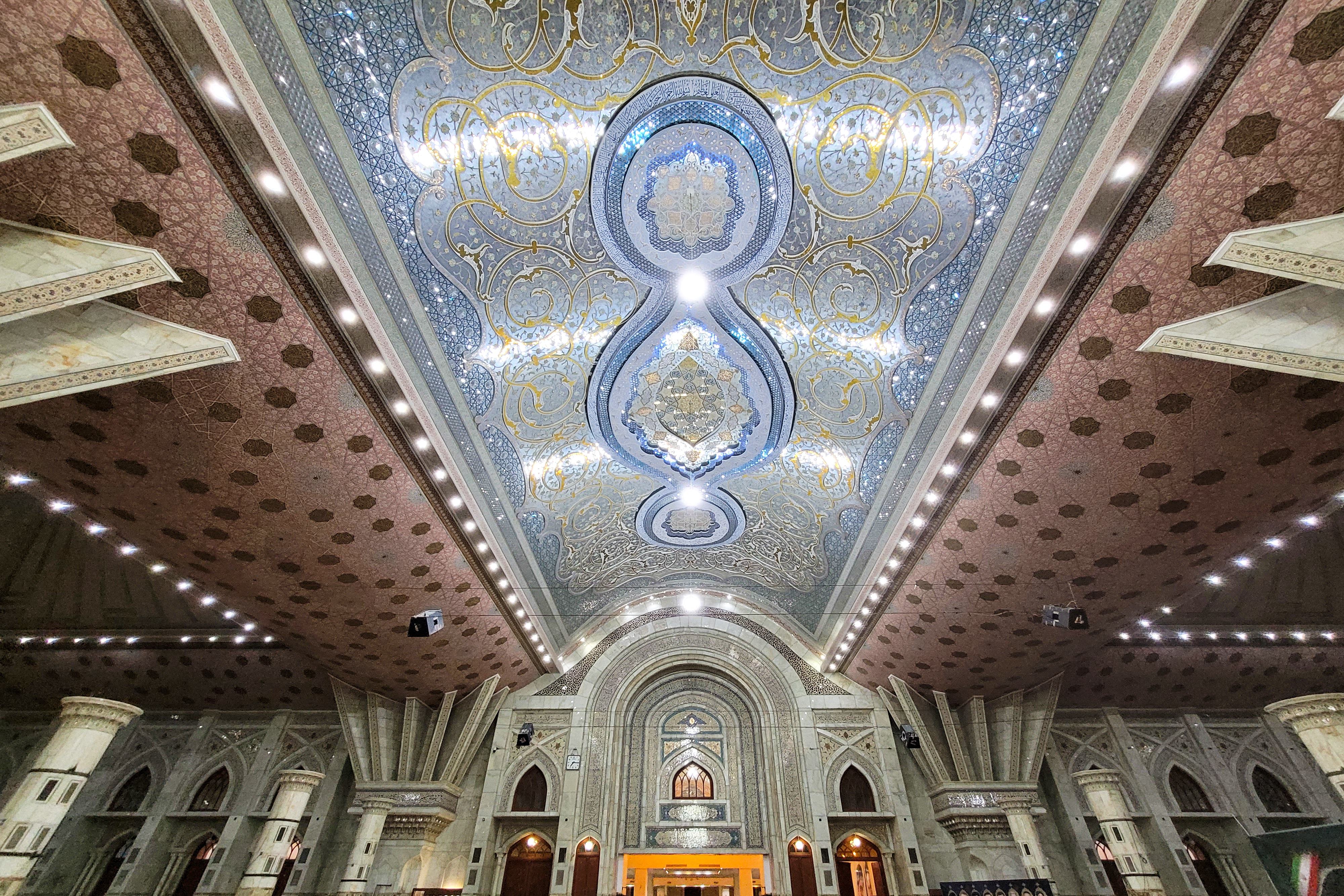
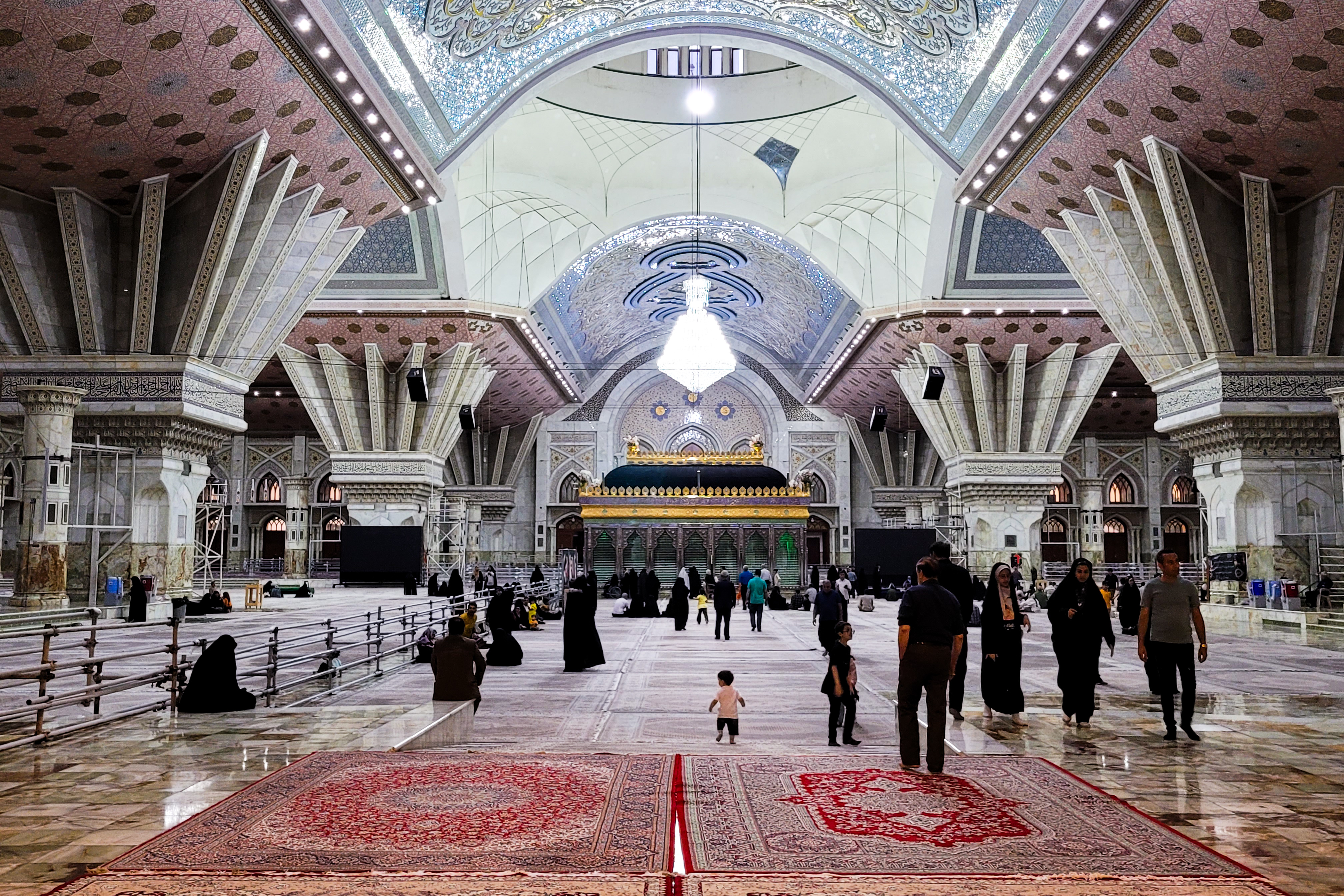
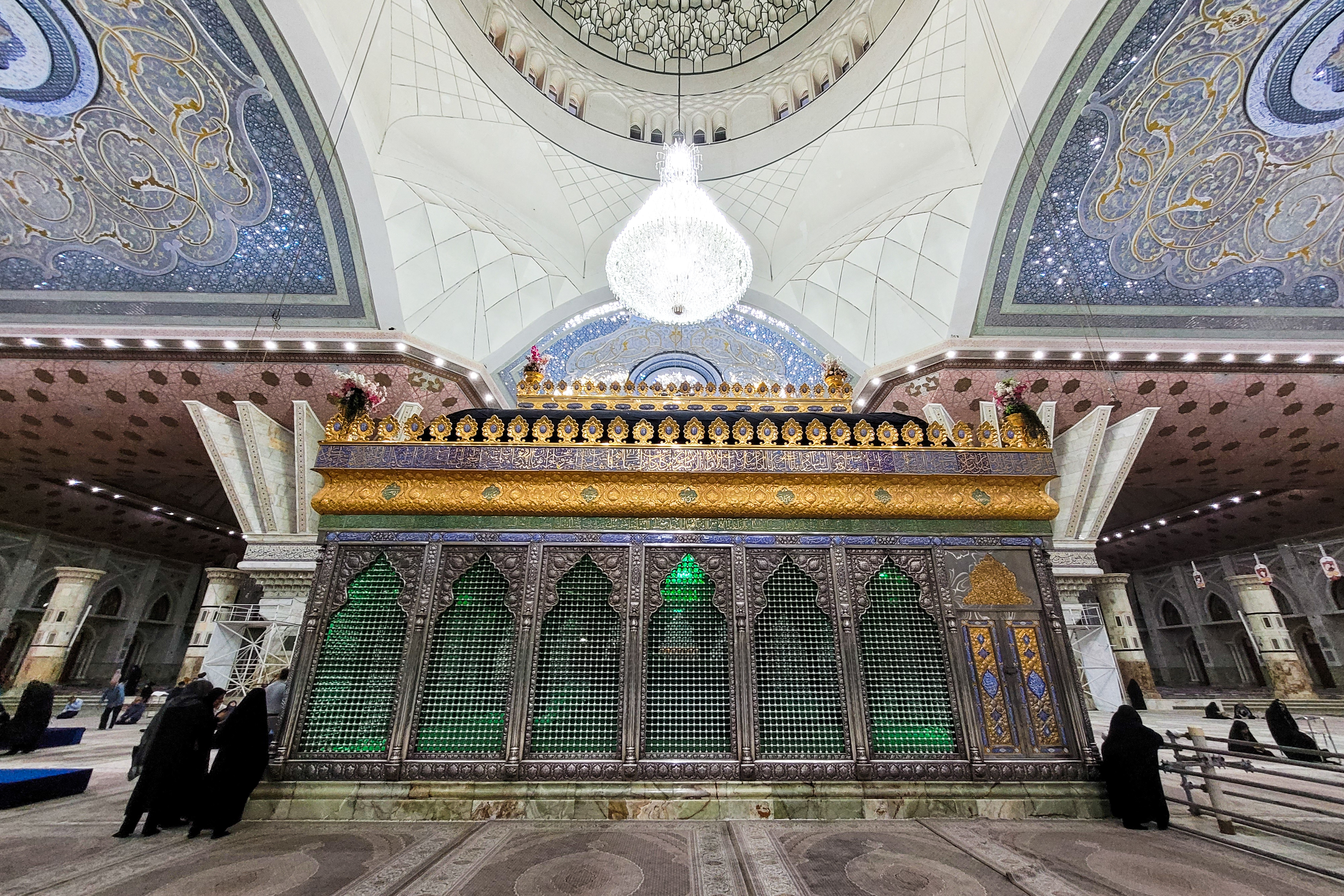
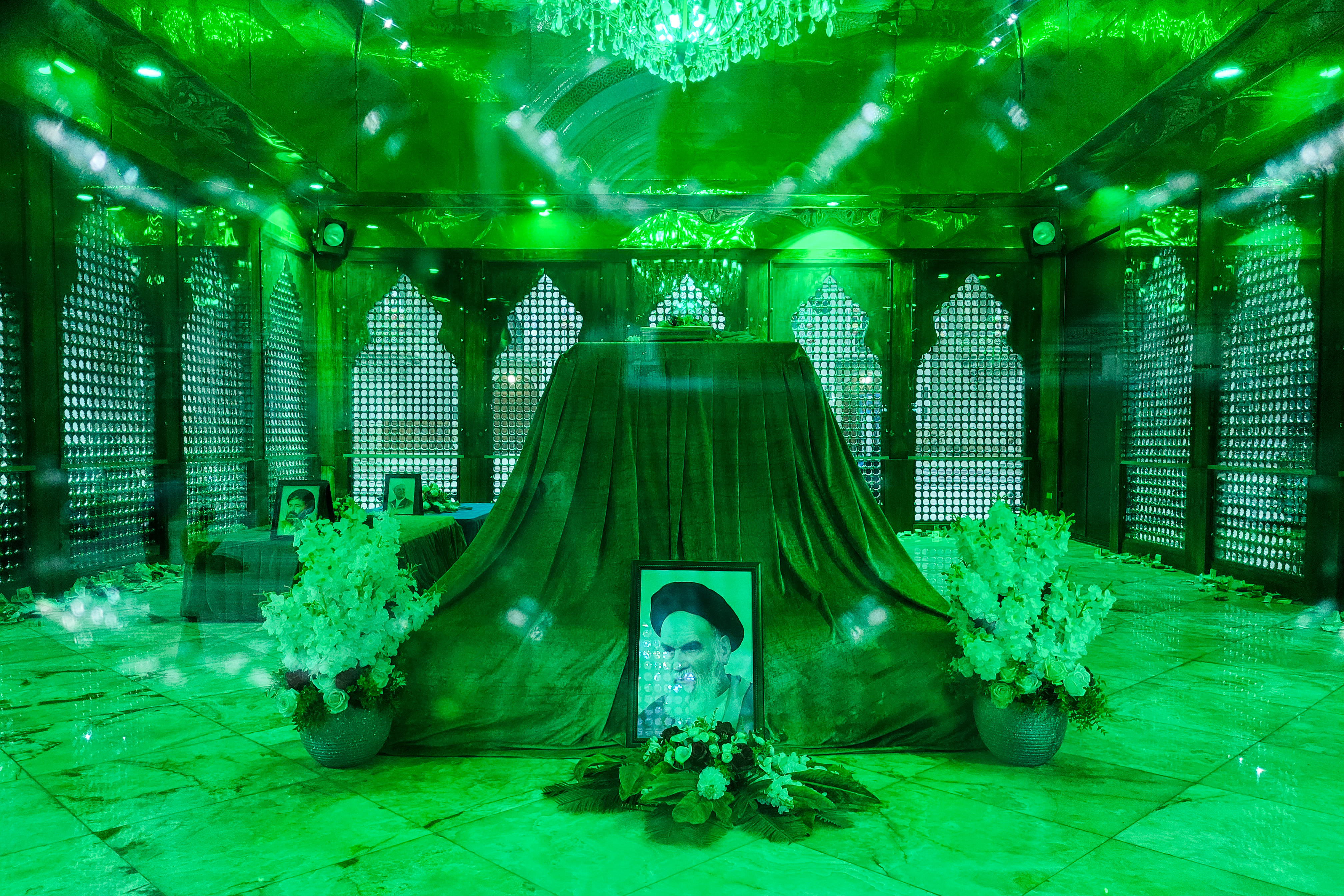